# Miss USA 1996
A 45ª edição do concurso Miss USA foi realizada em South Padre Island, Texas, culminando com a grande final e coroação no dia 2 de fevereiro de 1996.
No final do evento, Ali Landry, da Luisiana foi coroada pela antecessora Shanna Moakler, de Nova York.
Landry é a primeira ex-candidata do Miss Teen USA a vencer o título de Miss USA, a terceira Miss USA da Luisiana e a segunda Miss Louisiana USA a vencer tanto a premiação de Miss Fotogenia quanto a coroa de Miss USA, colocando a Luisiana como o único Estado a ter esse feito após a Califórnia conseguí-lo em 1992. Landry também é a quinta e última Miss Fotogenia a levar a coroa de Miss USA após vencer a premiação.
O concurso foin realizado em South Padre Island pela terceira e última vez. Foi apresentado por Bob Goen pela terceira vez e Maty Manfort serviu como comentarista. Aaron Neville foi a atração musical da competição.
Esta também foi a primeira vez que a Miss Universe Organization abriu um website dedicado ao concurso e também a primeira vez que instituiu a escolha da Miss Fotogenia pelo voto dos internautas.
Esta também foi a primeira vez desde 1989 que passaram a ser classificadas 10 semifinalistas, ao invés das habituais 12. Também foi a primeira vez, desde 1991, que as candidatas passaram a usar maiôs para as etapas preliminar e final da competição.

## Resultados

### Classificações

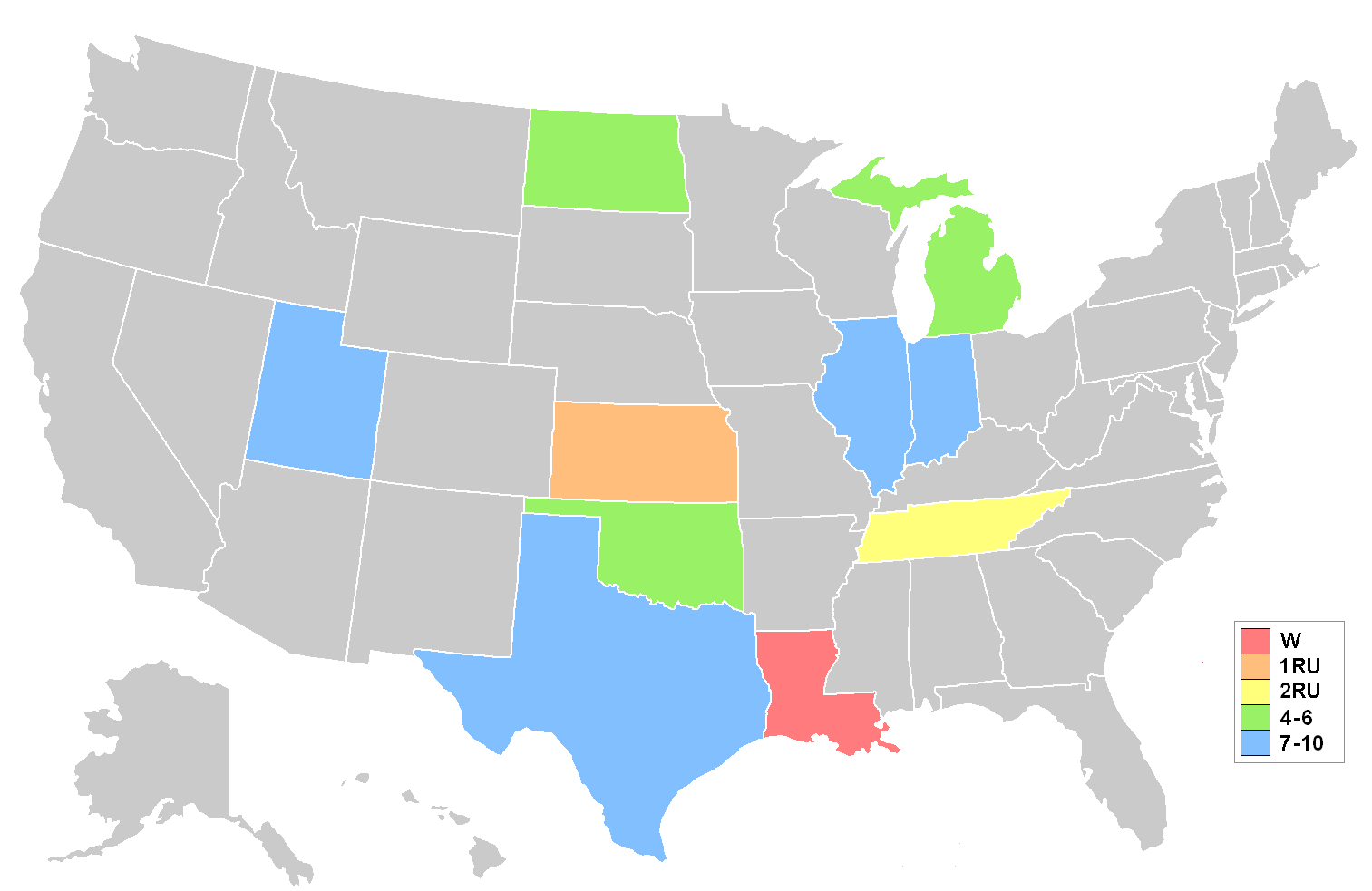
Mapa mostrando as classificações por Estado

- Miss USA 1996: Ali Landry (Luisiana)
- 2ª colocada: Danielle Boatwright (Cansas)
- 3ª colocada:  Becca Lee (Tennessee)

#### Top 6
- Heather Crickard (Oklahoma)
- Natasha Bell (Michigan)
- Juliette Spier (Dacota do Norte)

#### Top 10
- Tracy Kennick (Utah)
- Holly Roehl (Indiana)
- Kara Williams (Texas)
- Bernadette Przybycien (Illinois).

### Premiações Especiais
- Miss Simpatia - Ku'ualoha Taylor (Miss Hawaii USA)
- Miss Fotogenia - Ali Landry (Miss Louisiana USA)
- Prêmio de Estilo - Becca Lee - (Miss Tennessee USA)
- Melhor em Traje de Banho - Danielle Boatwright (Miss Kansas USA)